# Nick Devlin
Nick Devlin ist ein irischer Theater- und Filmschauspieler.

## Leben
Devlin besuchte die Schauspielschule Gaeity School of Acting in Dublin, später vertiefte er seine Schauspielkenntnisse an der Teatro Occcupato in Bologna. Neben seiner Muttersprache Englisch spricht er auch fließend Spanisch. Er spielte bereits in spanischen Produktionen mit. So verkörperte er 2017 in einer Episode der Fernsehserie El ministerio del tiempo die historische Rolle des William Shakespeare und übernahm eine Nebenrolle im 2018 erschienenen Spielfilm Saras Tagebuch.
Von 2001 bis 2011 spielte er an der Crooked House Theatre Company. 2001 hatte er eine Besetzung im Kurzfilm Little Days Out. 2011 hatte er eine Episodenrolle in der Fernsehserie Camelot sowie eine Nebenrolle in Paladin – Der Drachenjäger. In drei Episoden der Fernsehserie The Refugees übernahm er 2015 die Rolle des Tomas. 2017 hatte er eine Episodenrolle in Emerald City – Die dunkle Welt von Oz, 2020 eine Nebenrolle in Rifkin’s Festival.

## Schauspieler
- 2001: Little Days Out (Kurzfilm)
- 2011: Camelot (Fernsehserie, Episode 1x06)
- 2011: Paladin – Der Drachenjäger (Dawn of the Dragonslayer)
- 2012: Execution (Fernsehserie)
- 2014: The Canal
- 2015: The Refugees (Fernsehserie, 3 Episoden)
- 2016: La embajada (Fernsehserie, Episode 1x07)
- 2017: Emerald City – Die dunkle Welt von Oz (Emerald City) (Fernsehserie, Episode 1x06)
- 2017: El ministerio del tiempo (Fernsehserie, Episode 3x05)
- 2017: Der Buchladen der Florence Green (The Bookshop)
- 2018: Saras Tagebuch (El cuaderno de Sara)
- 2018: Cuéntame cómo pasó (Fernsehserie, Episode 19x03)
- 2019: Paradise Hills
- 2019: En el corredor de la muerte (Mini-Serie, 2 Episoden)
- 2020: Rifkin’s Festival

## Theater (Auswahl)
- Waiting for Godot (AC Productions)
- Ohio Impromptu (Mouth on Fire)
- Othello (Bruiser Theatre Co)
- Hamlet (AC Productions)
- Mouth to Mouth (Crooked House Theatre Co)
- Breathing Corpses (Crooked House Theatre Co)